# Археолошки локалитет Чибска шума
Археолошки локалитет Чибска шума је непокретно културно добро и налази се у насељу Челарево у општини Бачка Паланка, у Јужнобачком округу. Локалитет се налази на алувијалној тераси, 500 метара удаљеној од леве обале Дунава. 

## Историја и изглед
Ископавањима од 1972. године истражено је око 650 гробова некрополе с краја 8. и прве половине 9. века. Истовремено су сахрањиване три различите популације: народи шаманистичког веровања, носиоци јудаистичке културе и Словени. Народи шаманистичког веровања су сахрањивани у правоугаоне реке са или без сандука, са посудама са храном и пићем код ногу, а у коњаничким гробовима су се сахрањивали покојници са ритуално убијеним коњем и богатим прилозима. Носиоци јудаистичке културе су сахрањивани у гробовима са нишама. Гробови су били обележени фрагментима римских опека на које је накнадно урезивана седмокрака светиљка менора и ретки натписи Јехуда, Јахве иИзраел. Словени су сахрањивани у плитко укопане раке са скромним прилозима и урне са спаљеним покојницима. Јужно од некропле, у дужини од 4 км простирало се насеље у којем је откопана и златарска радионица.